# Gianni Manganelli
Gianni Manganelli, all'anagrafe Giovanni Manganelli (San Giovanni in Persiceto, 5 giugno 1942 – Pisa, 8 febbraio 2016), è stato un regista e sceneggiatore italiano.

## Biografia
Completata la formazione cinematografica a Londra negli anni sessanta scrive tra gli anni settanta e ottanta alcuni successi cinematografici come Fracchia la belva umana , Sogni mostruosamente proibiti e Pappa e ciccia. Alla fine degli anni ottanta, incontra Ilaria Liotta e con la nascita della loro amata figlia Giulia, si ritira nella residenza di famiglia "La Vallina", in Versilia, e si dedica totalmente alla scultura affermandosi a livello internazionale.

## Filmografia
- Quando c'era lui... caro lei! (1978)
- Io tigro, tu tigri, egli tigra (1978)
- Fracchia la belva umana (1981)
- Il turno (1981)
- Sogni mostruosamente proibiti (1982)
- Pappa e ciccia (1982)
- Bonnie e Clyde all'italiana (1982)
- Se tutto va bene siamo rovinati (1983)